# NGC 5539
NGC 5539 est une très vaste et lointaine galaxie lenticulaire située dans la constellation du Bouvier. Sa vitesse par rapport au fond diffus cosmologique est de 17 788 ± 18 km/s, ce qui correspond à une distance de Hubble de 262 ± 18 Mpc (∼855 millions d'al). NGC 5539 a été découverte par l'astronome britannique John Herschel en 1830.
En raison d'une brillance de surface égale à 11,40 mag/am2, on peut qualifier NGC 5539 de galaxie présentant une brillance de surface élevée.
À ce jour, une mesure non basée sur le décalage vers le rouge (redshift) donne une distance d'environ 247,000 Mpc (∼806 millions d'al). Cette valeur est à l'extérieur des valeurs de la distance de Hubble. Notons que c'est avec la valeur moyenne des mesures indépendantes, lorsqu'elles existent, que la base de données NASA/IPAC calcule le diamètre d'une galaxie et qu'en conséquence le diamètre de NGC 5539 pourrait être d'environ 83,6 kpc (∼273 000 al) si on utilisait la distance de Hubble pour le calculer.